# 王學古 (嘉靖壬戌進士)
王學古（1527年—？），字子獲，陝西西安府同州朝邑縣人，匠籍，明朝政治人物。

## 生平
嘉靖三十一年（1552年）壬子科陝西鄉試第六十名舉人。嘉靖四十一年（1562年）中式壬戌科會試第六十八名，三甲第一百名進士。授山東壽光知縣，調廣宗縣，以治行第一，擢順天府通判。尋遷刑部員外郎。調户部，遷郎中。清苦自砥，忤中官，出知漢陽府。

## 家族
曾祖王文美；祖父王夔，府照磨；父王來召，母梁氏。重庆下。兄王學詩（贡士）。從弟王學謨（按察司佥事）。